# Мелита Норвуд
Мелита Стедман Норвуд (енгл. Melita Stedman Norwood; Борнмут, 25. март 1912 — Вулверхемптон, 2. јун 2005) била је британска државна службеница и обавештајни извор КГБ-а, која је, након регрутовања 1937, снабдевала КГБ (и њене претходне агенције) државним тајнама са посла који је обављала у Британском удружењу за истраживање лаких метала.
У Архиви Митрохин: КГБ у Европи и на западу, чији је аутор Кристофер Ендру, описана је као „најважнији британски агент из историје КГБ-а и особа са најдужом службом свих совјетских шпијуна у Британији”.

## Биографија
Мелита Норвуд (рођена Sirnis) одрасла је у предграђу Борнмута. Њен отац, Питер Александар Сирнис (енгл. Peter Alexander Sirnis) био је Летонац, а мајка, Гертруда Стедман Сирнис (енгл. Gertrude Stedman Sirnis), Британка. Отац Мелите, који је умро кад јој је било шест година, био је књиговезац. Издавао је новине под насловом Јужни раднички и лабуристички и социјалистички часопис, са текстовима који су били писани под утицајем Октобарске руске револуције. Лист је објављивао његове преводе дела Лењина и Троцког. Гертруда Сирнис била је члан лево оријентисане партије под називом Co-operative Party. Након завршетка средње школе, Мелита је започела студије латинског и логике у Саутхемптону. Напустила их је годину дана касније и преселила се у Лондон да би пронашла посао.
Од 1932. године Мелита је радила као секретар при Британском удружењу за истраживање лаких метала. Крајем 1935. удала се за Хилари Нусбаума (енгл. Hilary Nussbaum), који је имао руско порекло (касније је променио презиме у Норвуд), наставника хемије, комунисту. Након што је Независна лабуристичка странка, чији је члан постала раније током деценије, пропала 1936. године, Мелита Норвуд придружила се Комунистичкој партији Велике Британије. Власти Велике Британије, много касније, нису ни биле свесне њене партијске припадности. Претходне године, британски новинар, један од водећих чланова Комунистичке партије Велике Британије, Ендру Ротстин (енгл. Andrew Rothstein) препоручио ју је Народном комесаријату унутрашњих послова . Пуноправни агент постала је 1937. године. Исте године Норвуд и њен супруг купили су двојну кућу у јужном предграђу Лондона. Мелита Норвуд живела је у њој све до своје 90. године.

### Шпијунажа
Шпијунска каријера Норвудове започела је средином 1930-их. Била је члан Woolwich Spy ring у Лондону. Три њена члана ухапшена су у јануару 1938. и осуђена на три до шест година затвора, али Мелита Норвуд тада није била притворена. У међувремену, талас чистки у Москви довео је до тога да се Народни комесаријат унутрашњих послова обустави прекоморске шпијунске активности. Норвудов нови совјетски послодавац постала је Главна обавештајна управа. Њени совјетски руководиоци дали су јој низ различитих тајних имена, последње је било „агент Хола”.
Позиција секретара шефа одељења у Британском удружењу за истраживање лаких метала, омогућила је Норвудовој да прослеђује совјетским руководиоцима материјал који се односи на британски пројекат атомског оружја.
Орден црвене заставе добила је 1958. године.
Британске службе безбедности на крају су ипак идентификовале Мелиту Норвуд као безбедносни ризик 1965. године. Међутим, није дошло до њеног испитивања. Пензионисала се 1972. године. Њен муж је умро 1986. године. Норвудова је 1999. године изјавила да није одобравао њене активности као агента. Људи из њене непосредне околине, чак ни ћерка Анита, нису знали за њена левичарска убеђења.

### Разоткривање
Шпијунске активности Мелите Норвуд први је јавно открио бивши архивиста КГБ-а Василиј Митрохин, у књизи Архива Митрохина: КГБ у Европи и на западу (1999), чији је коаутор историчар Кристофер Ендру. Митрохин је  дезертирао 1992. године. Британским властима предао је своју архиву. За Мелиту Норвуд се знало да је била комунистички симпатизер, али одвојени извештај из 1999. године каже да је британска обавештајна служба постала свесна њеног значаја тек након Митрохинове одбране. Како би се заштитиле друге истраге, одлучено је да се Норвудова не процесуира. Неки су довели у питање валидност доказа из архиве Митрохин. Коначно, Мелита Норвуд никада није била оптужена за било какво дело и умрла је 2005. године. 
У време разоткривања, Мелита Норвуд рекла је да од шпијунских активности није имала никакве материјалне користи. Пензију у износу од 20 фунти, коју је добила од КГБ-а, одбила је да прими. Када је са мужем, 1979. године посетила Москву, понуђена јој је новчана награда, коју је такође одбила. Изјавила је да није радила за новац.
Досијеи из Митрохин архиве откривени 2014. године, указују да је Мелита Норвуд за КГБ била значајнија од Кима Филбија и Петорке из Кембриџа.

## Филм
је филм из 2018. године који је инспирисан животом Мелите Норвуд. У њему играју Џуди Денч и Софи Куксон. Режирао га је Тревор Нан. Филм је сниман у Великој Британији. Премијерно је представљен на Међународном филмском фестивалу у Торонту 2018. године.